# Filhos de Gandhy
Filhos de Gandhy é um afoxé brasileiro fundado por estivadores portuários de Salvador no dia 18 de fevereiro de 1949. Contando com aproximadamente 10 mil integrantes, tornou-se o maior afoxé do Carnaval de Salvador, município e capital do estado da Bahia. Constituído exclusivamente por homens e inspirado nos princípios de não-violência e paz do ativista indiano Mahatma Gandhi, o bloco traz a tradição da religião de matriz africana ritmada pelo agogô nos seus cânticos de ijexá na língua iorubá. Utilizaram lençóis e toalhas brancos como fantasia, para simbolizar as vestes indianas.
Tradicionalmente a "fantasia" contém, além do turbante e das vestimentas, um perfume de alfazema e colares azul e branco. Os colares já são conhecidos tradicionalmente por "colar dos filhos de Gandhy", que são oferecidos para os admiradores como forma de desejar-lhes paz durante o carnaval e ao longo do ano. As cores dos colares são um referencial de paz e o afoxé enfoca Oxalá, que é o orixá maior. O branco e o azul intercalados é o fio-de-contas do Oxalá menino, o Oxaguiã, que correspondem: o branco a Oxalufã seu pai e o azul a Ogum de quem é inseparável; as contas são amuletos da sorte. E cada um usa de acordo com a indumentária, da maneira que se achar elegante, não existe quantidade fixa de contas para cada colar, nem quantos colares se deve usar.
Dentre as regras do bloco, determinou-se que as mulheres apenas poderiam participar assistindo aos desfiles e na confecção das indumentárias e roupas dos filhos de Gandhy, além de levar comida e bebidas aos participantes do desfile durante o cortejo.
O uso de bebida alcoólica também é proibido, por ir de encontro aos ideais de paz que inspiraram a criação do bloco.
Os colares tradicionais dos Filhos de Gandhy, feitos com miçangas brancas e azuis de Gandhy, também são parte de uma tradição peculiar: durante o Carnaval, são oferecidos em troca de beijos na boca.

## História

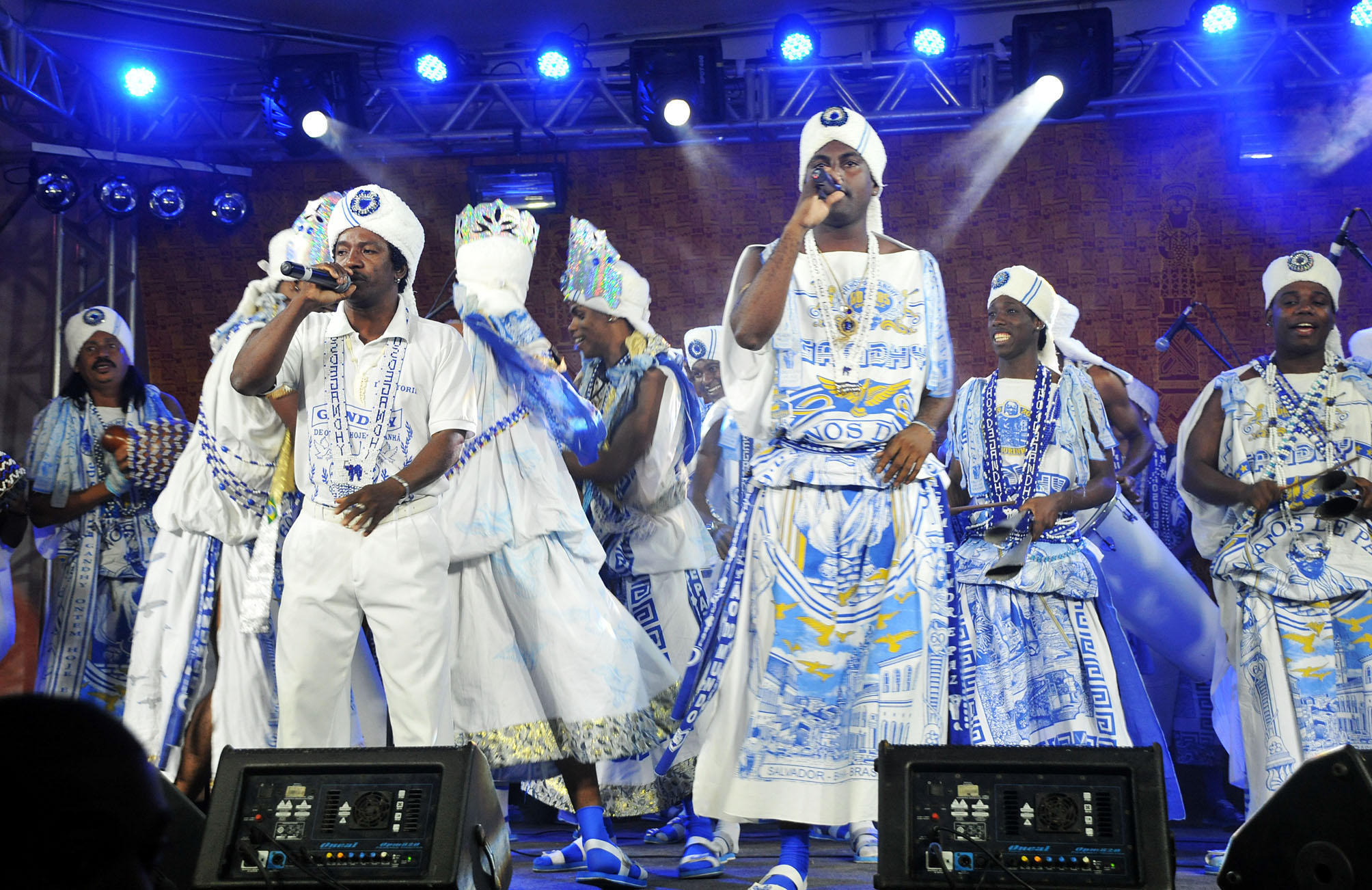
Banda do bloco se apresentando na comemoração do centenário do Terreiro de São Gonçalo do Retiro em 2010

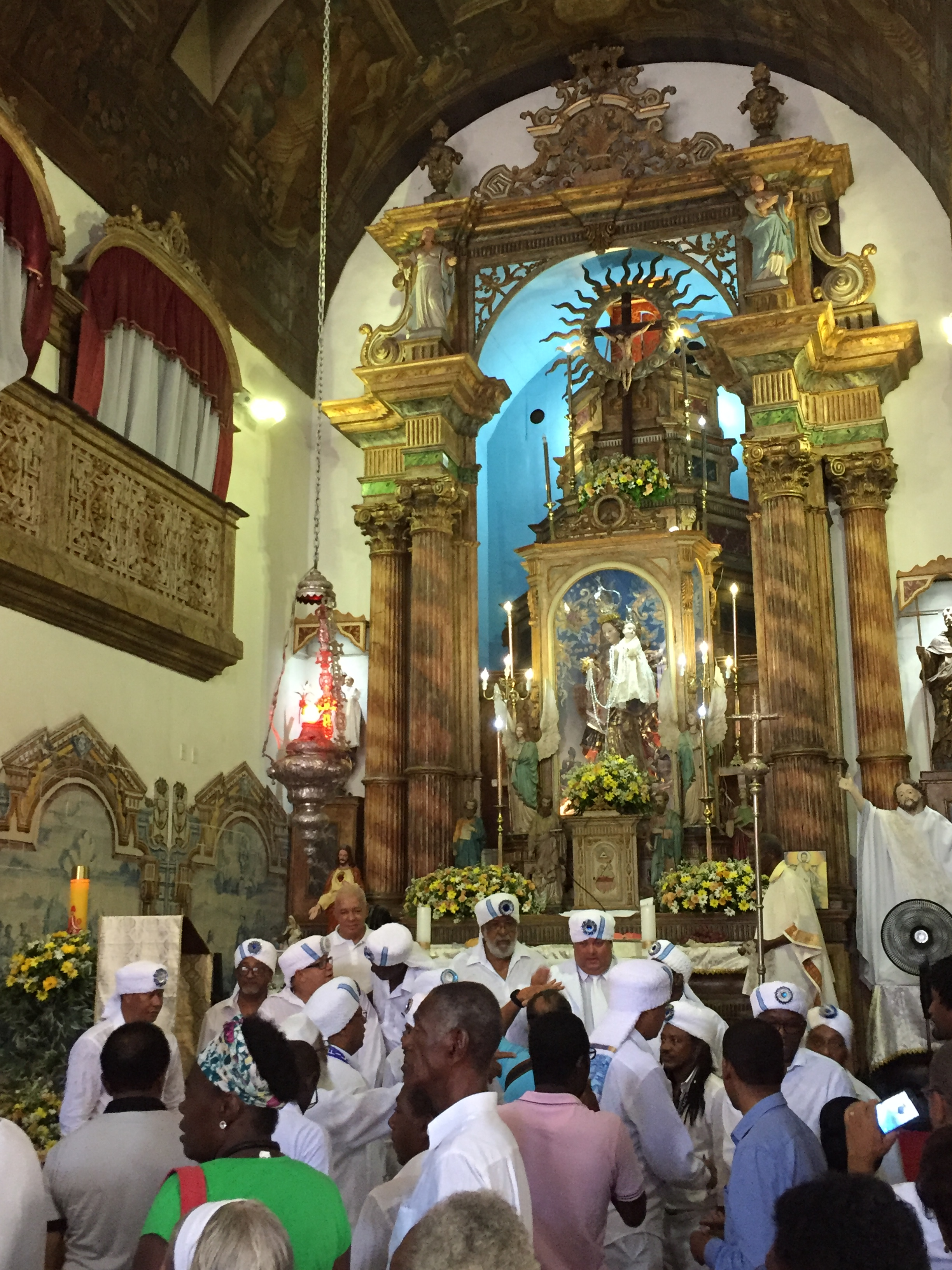
Missa realizada na Igreja do Rosário dos Pretos com a participação dos Filhos de Gandhy

Em 1949 os estivadores eram tidos como privilegiados, dadas as condições econômicas da época que lhes favorecia e ao fato de não terem patrões. O trabalho era fiscalizado pelo próprio sindicato dos estivadores, o que lhes conferia um certo status. Data desse ano a fundação do bloco "Comendo Coentro", composto de um caminhão em que se instalaram vários instrumentos musicais, seguido dos estivadores, trajados finamente com o que de mais elegante existia: roupas de linho importado, chapéus "Panamá" e sapatos "Scamatchia". A festa era regada a muita comida e bebida e os estivadores chegavam a alugar barracas para a farra carnavalesca.
Em 1949 com a política de arrocho salarial, numa verdadeira economia de pós-guerra, o Governo Federal interveio nos sindicatos, inclusive no sindicato dos estivadores, o que fez decair a renda dos sindicalizados. O "Comendo Coentro" não pôde sair às ruas devido à crise financeira que se abateu sobre os estivadores e porque eles não queriam desfilar em condições inferiores às do ano anterior.
Surgiu, então, a ideia de levar um "cordão", ou bloco de carnaval, idealizado por Durval Marques da Silva, o "Vavá Madeira", com o apoio dos demais estivadores: Antônio de Emiliano, Aloísio Gomes dos Santos (Gaiolão), Fidelis Manoel dos Anjos (Panguara), Edgar Antônio Querino (São Cosme), Almir Passos Fialho (Mica), Herondino Joaquim Ribeiro, Homero Rodrigues de Araújo, Hilário José de Santana (Bigode de Arraia), Pedro Ferreira dos Santos (Pedro de Oiá), Francisco Xavier do Nascimento (Balbúrdia), Eduarlino Crispiniano de Souza (Dudu), Bráulio José dos Santos, Evilásio Sacramento (Baé), Hamilton Ferreira dos Santos (Lobisomem), Jaime Moreira de Pinho (Bexiguinha), Hermes Agostinho dos Santos (Soldado), Manoel Nicanor das Virgens (Zoião), Arivaldo Fagundes Pereira (Carequinha), Máximo Serafim Mendes (Quadrado), Manoel José dos Santos (Guarda-sol), Domiense Pereira Amorim (Domi), Cândido Rosendo de Matos (Cândido Elefante), Domingos Assis (Cara Feia), Suther Carlos Sacramento, Eduardo Teodódio dos Santos, Geraldo Ferreira da Costa (Tristeza), entre outros.
Arrecadaram dinheiro e foram às compras, adquirindo lençóis para serem utilizados na confecção dos trajes, barris de mate e couro, com os quais construíram os tambores utilizados no acompanhamento do cortejo.
O nome do bloco foi sugerido por "Vavá Madeira", inspirado na vida do líder pacifista Mohandas Karamchand Gandhi, trocando-se, entretanto, a letra "i" por "y", com a intenção de evitar possíveis represálias pelo uso do nome de uma importante figura do cenário mundial. Batizou-se então o bloco com o nome "Filhos de Gandhy".
No segundo ano de desfile o bloco já contava com considerável número de participantes e admiradores. A partir de então foram sendo introduzidas as alegorias que representam os sentimentos de Mahatma Gandhi: a cabra - símbolo da vida e o camelo - símbolo da resistência.

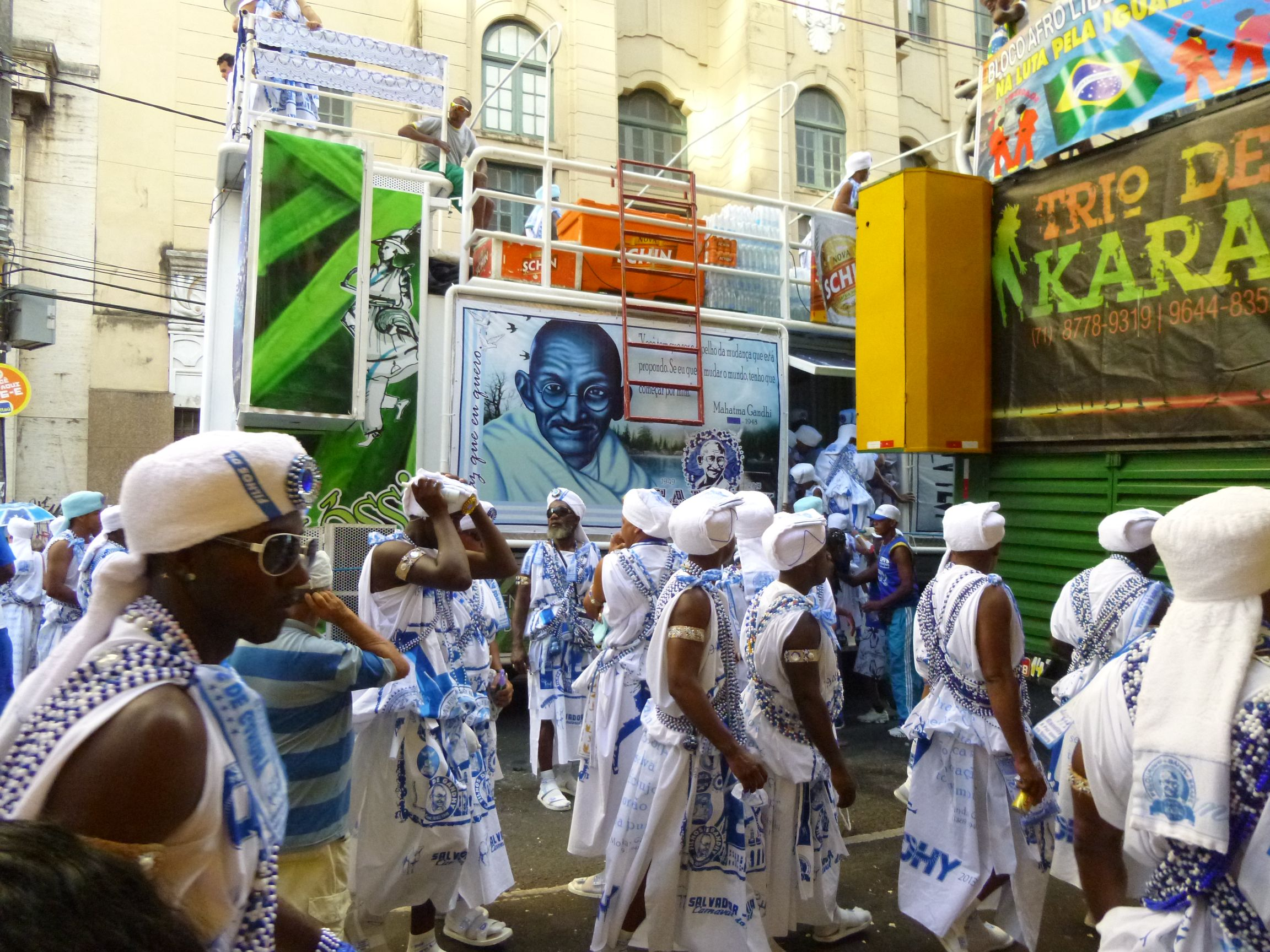
Filhos de Gandhy Salvador Bahia

Em 1951 o bloco foi transformado em afoxé, por terem sido introduzidas músicas afros e o Camdomblé como orientação religiosa.
No quarto ano de fundação do bloco, foram incorporadas novidades: o lanceiro, o fuzileiro e os porta-estandartes, com a função de fiscalizar e assegurar a ordem dentro do bloco. Vieram, ainda, se incorporar ao cortejo o elefante e o camelo maior.
Em 1974 o Afoxé Filhos de Gandhy fechou por questões administrativo-financeiras, na presidência de Alberto Anastácio da Cruz. O bloco foi despejado de sua sede e todas as suas alegorias foram jogadas na rua. Durante dois anos o bloco não desfilou no carnaval de Salvador.
Devido a várias campanhas de incentivo de radialistas, principalmente de Gérson Macedo (Rádio Excelsior), o bloco voltou a desfilar, sob o patrocínio de alguns dos seus participantes como Jaime Moreira de Pinho, Hermes Agostinho, Manoel Nicanor das Virgens, Herondino Joaquim Ribeiro, Almir Fialho dentre outros.
Sob a presidência de Camafeu de Oxóssi (1976 a 1982) e com o apoio de artistas baianos, dentre eles Gilberto Gil, o afoxé retornou às ruas no ano de 1976 desfilando com cerca de 80 homens.
O número de participantes foi crescendo consideravelmente, chegando a mil associados em 1978, devido à entrada de não-estivadores no bloco, chegando a 14 mil em 1999, ano do cinquentenário do bloco.
Em 1979 o afoxé incorporou Raimundo Queirós como destaque, que representava o bloco em desfiles e viagens por todo o mundo, devido à sua incrível semelhança física com Mahatma Gandhi. Raimundo morreu em 17 de maio de 2006, aos 81 anos de idade.